# Branovices
Los branovices o aulercos branovices (en latín, Brannovices, Aulerci Brannovices, también escrito Brannovi) fueron un pueblo galo mencionado por Julio César (Comentarios a la guerra de las Galias Libro VII. 75). D'Anville conjetura que pudieron estar en el cantón de Brionnois, cerca de Mâcon, Saona y Loira, Francia. Walckenaer (Géog. vol. i. p. 331) tiene ciertas menciones a estos pueblos. En César (Comentarios... VII. 75) también puede leerse «Blannovicibus» y «Blannoviis» (Oudendorp. ed. Caes.); y Walckenaer propone ubicar a los «Blannovices» o «Brannovices» en el distrito de Mâcon, donde D'Anville también ubica a los branovices o branovios. Walckenaer aporta, en favor de esta suposición, la existencia de un lugar llamado Blannot en el distrito de Mâcon. Hay otro Blannot en el departamento de Côte d'Or, alrededor de 22 km de Arnay, y aquí Walckenaer ubica a los blanovios (Blannovii). La controversia no ha sido resuelta aún.